# Léon Georget
Léon Georget (Preuilly-sur-Claise, 2 d'octubre de 1879 - París, 5 de novembre de 1949) va ser un ciclista francès que va córrer durant el primer quart del segle xx, amb el parèntesi obligat de la Primera Guerra Mundial. Era un gran especialista en grans distàncies, cosa que demostrà al Bol d'Or, una cursa que consistia a recórrer el màxim de quilòmetres possibles en 24 hores donant voltes a una pista. Ell guanyà la cursa 9 vegades entre 1903 i 1919, superant de manera habitual els 900 km.
Era germà d'Émile Georget i pare del medallista olímpic Pierre Georget, ambdós ciclistes.

## Palmarès
- 1903
  - 1r al Bol d'Or
- 1906
  - 1r a les 24 hores de Brussel·les, amb Émile Georget
  - 1r als Sis dies de Tolosa, amb Émile Georget
- 1907
  - 1r al Bol d'Or
- 1908
  - 1r al Bol d'Or
- 1909
  - 1r al Bol d'Or
- 1910
  - 1r al Bol d'Or
- 1911
  - 1r al Bol d'Or
- 1912
  - 1r al Bol d'Or
- 1913
  - 1r al Bol d'Or
- 1919
  - 1r al Bol d'Or

### Resultats al Tour de França
- 1903. Abandona (5a etapa)
- 1906. 8è de la classificació general
- 1907. Abandona (10a etapa)
- 1908. Abandona (4a etapa)